# آلمانی‌های استرالیا
آلمانی‌های استرالیا (به آلمانی: Deutsch-Australier) شهروندان ساکن استرالیا هستند که از قدیم از کشورهای آلمان و اتریش به این کشور کوچیده بودند شهروندان آلمانی یکی از بزرگترین گروه‌های قومی در استرالیا را تشکیل می‌دهند که در سرشماری سال ۲۰۱۱ میلادی ۴٫۵ درصد از جمعیت استرالیا اعلام شده‌اند.